# 撫順煤礦

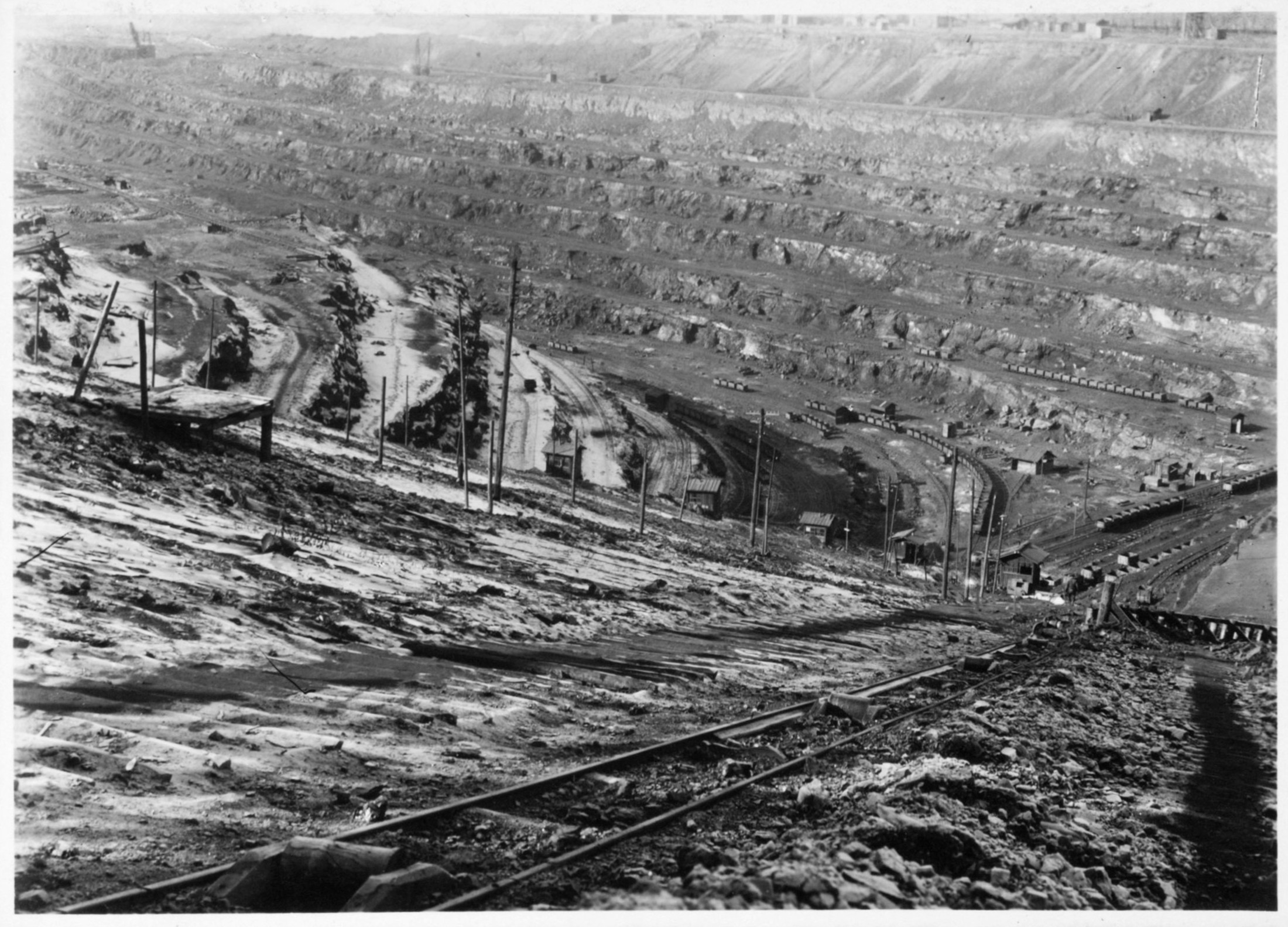
1920年代

撫順煤礦是中國遼寧撫順的一家煤礦，1901年由撫順當地鄉紳王承亮創辦的華興利公司和翁壽創辦的撫順煤礦公司首先發起開採。不久撫順煤礦公司被俄國人接管。日俄戰爭沙俄戰敗後，被迫退出撫順煤礦。1905年3月10日，撫順煤礦的一部分被日軍佔領，成立撫順采炭所。同年4月11日，日本強行接管華興利公司。1907年4月1日，滿鐵接管撫順煤礦，成立滿鐵撫順炭礦。抗日戰爭結束後，煤礦被蘇軍佔領。

1946年被國民政府接管。1948年11月被中共佔領。中華人民共和國建國後成立撫順礦務局。

2011年，建立建築面積6,629平方米的「撫順煤礦博物館」。